# (468399) 2016 GN126
(468399) 2016 GN126 es un asteroide perteneciente al cinturón de asteroides, descubierto el 15 de septiembre de 2006 por el equipo Spacewatch desde el Observatorio Nacional de Kitt Peak (Arizona, Estados Unidos).